# Macoma brevifrons
Macoma brevifrons är en musselart som först beskrevs av Thomas Say 1834.  Macoma brevifrons ingår i släktet Macoma och familjen Tellinidae. Inga underarter finns listade i Catalogue of Life.